# Csordás Gábor (zenész)
Csordás Gábor (Budapest, 1981. május 13. –) zeneszerző, zongorista.

## Zenei pályafutása
10 évesen kezdett hivatalosan zongorázni tanulni. 12 éves korától már Mozart témáira improvizált. 14 éves korában kezdett zenét szerezni, előbb főként a klasszikus zene, később a dzsessz és a popzene hatására is. Ez a többféle hatás lett a védjegye – a klasszikus zene dallam és harmóniakezelése, a dzsessz ritmusa és improvizáltsága, a modern zene hangszerelése és szerkezete.
Zongoratanárai voltak: Kereskedő Tamás, Leszkovszky Albin, Esze Zsolt, Nagy János és Bartók György.
1996-2000 között a Demoscene aktív tagja volt, ahol Carlos néven számos zenét megjelentetett meg, előszöl a C64 számítógépen szerkesztve azokat. Több díjat is nyert, például a legjobb demo díját 1998-ban a Ragest partyn Dis/Mandula c. alkotásával, 2000-ben legjobb zene díját a Mekka/Symposium partyn. A Live/Evil c. demóhoz készített soundtrackje jelentős darab Miles Davis inspirálta hangzásával. 
2005-ben alakípotta meg első saját zenekarát, a Silence Factoryt Stefán Kornélia énekesnővel. Később a zenekarhoz csatlakozott testvére Csordás Gyula. A zenekar 2006-ban írta első, Silence Factory című lemezét, melyen élőben használt szintetizátorokat, számítógépes effekteket, alapokat és hangmintákat, és az elektronikus zenét ötvözte a jazz csoportos improvizációjával. Később a zenekar öttagúvá bővült, Stefán Kornélia helyét az extravagáns Tóth Napsugár vette át, Álmosdi Péter játszott szekvenszeren, Tóth László pedig basszusgitáron. A zenekar aktív tagja volt a zenét élőben generált vizuális effektekkel aláfestő Papp Gábor. 
2008-ban csatlakozott az akkoriban sikeres trip-hopot játszó Mantra Porno zenekarhoz. A zenekarral fellépett Linzben az EU kulturális fővárosa keretében tartott koncerten Magyarország képviseletében.
2009-ben kiadta első zongoralemezét szerzői kiadásban, amelyen kizárólag improvizációk hallhatóak. Keith Jarrett és Pat Metheny zenéjének hatása hallható a darabokban. 2010-ben Berlinbe költözött. Megalakípította a Swansong zenekart Noriaki Hosoya japán basszusgitárossal és Andrea Zuliani olasz dobossal. 2011-ben Horányi Júlia énekesnővel kiadott egy EP-t The Blue címmel. A lemezt New York-i Giant Step kiadó a hónap lemezének választotta.2012-ben egy improvizált egész estés koncertet zongorakoncertet adott a berlini Collegium Hungaricumban.
A Tokyo Dawn Records modern funkzenét megjelentető kiadónál több sikeres remixet is megjelentetetett.
2014-ben hazaköltöltözött Budapestre. I 2015-ben kiadta Horányi Juli (Youli) máig talán legsikeresebb dalát, a „Holdutazás”-t. 2016-ban Horányi Julival egy 1956-os emlékalbumot írt. 2019-ben filmzenéje a Bujtor Filmfesztivál zeneszerzői különdíját nyert.  
2019-ben megjelent a 2015-ben az Open Doors, a SId Swansong trió albuma. 2019-ben a Petőfi Irodalmi Múzeum állandó Petőfi kiállításának részeként zenét írt Szendrey Júlia verseihez.

## Diszkográfia
| Év   | Előadó                    | Cím                | Kiadó              |
| ---- | ------------------------- | ------------------ | ------------------ |
| 2019 | Swansong trió             | Swansong           | Hunnia Records     |
| 2019 | Csordás Gábor             | Open Doors         | Szerzői kiadás     |
| 2018 | Csordás Gábor             | Moonboy            | Tokyo Dawn Records |
| 2017 | Novine                    | Vivid Dreams       | Spinnup            |
| 2017 | Csordás Gábor             | Rise               | Szerzői kiadás     |
| 2017 | YOULÏ                     | YOULÏ              | Gold Record        |
| 2016 | YOULÏ                     | Holdutazás         | Gold Record        |
| 2016 | YOULÏ                     | 1956               | Gold Record        |
| 2016 | Lean Bravo                | Made to Fit        | Invisible Ink      |
| 2012 | Gábor Csordás feat. YOULÏ | The Blue           | Szerzői kiadás     |
| 2011 | Csordás Gábor             | Live in CHB        | Szerzői kiadás     |
| 2010 | Csordás Gábor             | Towards the centre | Szerzői kiadás     |
| 2009 | Mantra Porno              | Kérek Lakást       | Mamazone records   |
| 2008 | Silence Factory           | Silence Factory    | Kudos records      |